# Kunzea rosea
Kunzea rosea är en myrtenväxtart som först beskrevs av Porphir Kiril Nicolai Stepanowitsch Turczaninow, och fick sitt nu gällande namn av Rafaël Herman Anna Govaerts. Kunzea rosea ingår i släktet Kunzea och familjen myrtenväxter. Inga underarter finns listade i Catalogue of Life.